# Coenagrion aculeatum
Coenagrion aculeatum là một loài chuồn chuồn kim trong họ Coenagrionidae.
Coenagrion aculeatum được miêu tả khoa học năm 2007 bởi Yu & Bu.